# Histoire des polynômes
L'histoire des polynômes se confond avec celle de l'algèbre et celle de la résolution d'équations. Ils sont les outils privilégiés utilisés pour résoudre des problèmes tels que la résolubilité des équations, la constructibilité et le dernier théorème de Fermat.

## Les fondements
Les mathématiques grecques sont essentiellement arithmétiques et géométriques. Les résolutions d'équations se font pratiquement sans symbolisme et avec une référence fréquente à l'aspect géométrique. On voit apparaître chez Diophante (250) un début d'écriture algébrique : l'inconnue y est nommé Le Nombre et une lettre ξ lui est attribuée.
Avec les travaux des mathématiciens de langue arabe, les mathématiques se détachent progressivement de la contrainte géométrique. C'est la naissance de l'algèbre que l'on attribue traditionnellement à al-Khawarizmi dans son ouvrage Abrégé du calcul par la restauration et la comparaison. Il y décrit et résout les 6 équations canoniques du second degré ainsi que les méthodes pour s'y ramener. Il y distingue : la racine (X), le carré (X²) et le nombre seul. Avec les travaux d'Abu Kamil, les calculs ne se font plus à l'aide seulement de rationnels mais les nombres réels positifs y prennent toute leur place. On voit apparaître alors une généralisation des opérations qui ne vont plus s'appliquer seulement aux nombres mais aussi aux inconnues. L'étude des équations se poursuit avec celle des équations cubiques chez Omar Khayyam et Sharaf al-Dīn al-Tūsī (XIIIe siècle). Dans les ouvrages d'Ibn al-Banna (1321), les polynômes de degré n sont représentés par la suite de leurs coefficients. La contrainte d'une homogénéité géométrique (X est une longueur, X² est une aire) disparait. Les raisonnements se font presque entièrement dans le domaine de l'algèbre.
En Europe, la recherche d'une symbolique se développe. Michael Stifel (1487-1567) utilise une inconnue privilégiée qu'il répète autant de fois qu'il le faut pour indiquer le degré. Cohabitent à cette époque, plusieurs symboles pour l’addition dite « plus » (p ou +) et la soustraction  dite « moins » (m ou -)  et l’égalité (=, [ , S). En 1484, Nicolas Chuquet invente l'exposant : l'inconnue à la puissance 5 s'écrira I5. Cette notation sera reprise par Bombelli, Simon Stevin et Descartes. Viète (1540-1603) développe le calcul littéral, représente les inconnues par des voyelles et les paramètres par des consonnes et introduit les notations de la somme, du produit, du quotient, et de la puissance : B in A quadratum, plus D in A, aequari C se traduit ensuite par Descartes en bx² + dx = c. Tout est alors en place pour que se développe l'étude générale des polynômes.

## Théorème fondamental de l'algèbre
Dès cette époque, on cherche à découvrir les relations existant entre un polynôme et ses racines (nombres, formes, etc.). Viète met en évidence les relations existant entre les coefficients d'un polynôme et ses racines.
Le nombre de racines d'un polynôme pose un problème. Les racines sont d'abord cherchées parmi les réels positifs puis parmi tous les réels. L'invention des nombres complexes  par Bombelli (vers 1572) va permettre de trouver des racines à toute équation du second degré. La question suivante se pose alors : un polynôme de degré n possède-t-il toujours n racines ? René Descartes l'affirme sans le prouver. La question est de savoir si les racines non réelles, dites imaginaires, sont toutes de la forme a+b√–1. Jean Le Rond d'Alembert prouve en 1746 que toutes les racines doivent avoir la forme précédente. Cependant, sa démonstration n'est pas sans défaut, et il faut attendre Carl Friedrich Gauss (1777- 1855) et une incursion dans le domaine de l'analyse et la topologie pour prouver que tout polynôme de degré n à coefficients réels possède exactement n racines complexes. C'est le théorème de d'Alembert-Gauss ou théorème fondamental de l'algèbre.

## Résolution générale des équations de degré n
On pourrait croire que le théorème d'existence des racines achève l'étude des polynômes. Cependant, un problème persiste : quelles méthodes peut-on employer pour les trouver? La résolution de l'équation du second degré, puis celle du troisième degré avec les formules de Cardan-Tartaglia (milieu du XVIe siècle) laisse présager qu'une méthode générale existe. Le cas des équations du quatrième degré est résolu grâce à Ludovico Ferrari (1522-1565). Reste celui des équations de degré supérieur ou égal à 5. Des tentatives de changement de variables, pour se ramener à des degrés moindres sont menées en particulier par Walter von Tschirnhaus (en 1689),  Leonhard Euler et Étienne Bézout.
Cependant, c'est dans une autre direction que la solution sera trouvée. Déjà, des résultats intéressants étaient connus sur racines et coefficients : les coefficients s'expriment, en fonction des racines, sous forme de polynômes symétriques. En 1770, Alexandre-Théophile Vandermonde étudie les permutations des racines dans l'expression des coefficients. À la même date Joseph Louis Lagrange met en place une méthode de résolution, basée sur les permutations des racines, qui unifie les méthodes antérieures pour les degrés inférieurs à cinq. Son échec à résoudre les équations de degré cinq l'a conduit à affirmer (sans preuve) l'impossibilité d'une telle résolution en degré cinq. Paolo Ruffini en a apporté une preuve en 1799, qui s'est avérée erronée. Finalement Niels Henrik Abel a prouvé en 1824 l'impossibilité, en général, de la résolution par radicaux en degré cinq. En 1830, Évariste Galois a redémontré le résultat d'Abel sous une forme beaucoup plus générale, en introduisant une méthode permettant de décider si une équation particulière est résoluble par radicaux. Les résultats de Galois sont le point de départ aussi bien de la théorie de Galois que de la théorie des groupes abstraits.

## Nombres algébriques
La connaissances des polynômes à coefficients dans ℝ semble être complète. Mais qu'en est-il des polynômes à coefficients dans ℤ ? Quels sont les réels ou les complexes qui peuvent être exprimés comme solution d'une équation de degré n à coefficients entiers ? L'étude des nombres algébriques est née, dominée par deux problèmes célèbres : celui des nombres constructibles à la règle et au compas et celui du dernier théorème de Fermat.
La question des nombres constructibles à la règle et au compas est un problème qui préoccupe les mathématiciens depuis l'époque d'Euclide. Quatre questions résistent encore au XVIIIe siècle : la trisection de l'angle, la duplication du cube, la quadrature du cercle et la constructibilité des polygones réguliers. C'est par le biais des polynômes et des extensions quadratiques (partant des nombres rationnels, on agrandit progressivement l'ensemble en y ajoutant des solutions d'équations du second degré à coefficients dans ℚ, puis à coefficients dans l'ensemble que l'on vient de créer et ainsi de suite) que la solution sera trouvée. Gauss décrit les polygones constructibles (Théorème de Gauss-Wantzel) et Pierre-Laurent Wantzel fait tomber les deux autres conjectures (la quadrature du cercle résistera quelque temps) et termine la démonstration de Gauss.
Le dernier théorème ou conjecture de Fermat –  existe-t-il des solutions entières à une équation du type xn+ yn = zn pour des degrés autres que 1 et 2 ? – a été démontré en 1994 par le mathématicien Andrew Wiles. Ce théorème aura nargué les mathématiciens depuis le XVIIe siècle. Nombreux sont ceux qui ont tenté de le résoudre par l'algèbre. Euler s'y cassa les dents. L'école allemande de la fin du XIXe siècle avec Richard Dedekind, Ernst Kummer, David Hilbert, Emmy Noether va développer et approfondir le travail sur les polynômes, construisant la notion d'anneau, d'idéal, de corps, de nombres algébriques sans pour autant résoudre le problème. Cependant, ils ont ainsi fait faire aux mathématiques algébriques un saut considérable.
Les problèmes précédents, moteurs des recherches sur les polynômes, ont contribué à la naissance et au développement de l'algèbre générale.

## Sources
- Ahmed Djebbar, Une histoire de la science arabe [détail de l’édition]
- Jacques Bouveresse, Jean Itard et Émile Sallé, Histoire des mathématiques [détail des éditions]
- Simon Singh, Le dernier théorème de Fermat